# Trimorphodon lambda
Espèce
Synonymes
- Trimorphodon biscutatus lambda Cope, 1886

Trimorphodon lambda  est une espèce de serpents de la famille des Colubridae.

## Répartition
Cette espèce est endémique du Sonora au Mexique.

## Publication originale
- Cope, 1886 : Thirteenth Contribution to the Herpetology of Tropical America. Proceedings of the American Philosophical Society, vol. 23, n. 122, p. 271-287 (texte intégral).